# Żebbuġ (Gozo)
Żebbuġ é um povoado da ilha de Gozo em Malta.